# ガリー・メンデス・ロドリゲス
ガリー・メンデス・ロドリゲス（Garry Mendes Rodrigues 、1990年11月27日 - ）は、オランダ・ロッテルダム出身のプロサッカー選手。カーボベルデ代表。MKEアンカラギュジュ所属。ポジションはMF（SH）。

## クラブ経歴

### 初期
フェイエノールト、レアルSCの下部組織を経て、アマチュアクラブのクセルクセスDZBでシニアデビュー。その後もアマチュアクラブでプレーを続けた。
2012年5月16日、ADOデン・ハーグと延長オプション付きの1年契約を結んだ。2ヶ月後、エールステ・ディヴィジのFCドルトレヒトにレンタル移籍。8月10日のFCエメン戦でプロデビュー。8月27日のFCデン・ボス戦でプロ初ゴール。

### レフスキ・ソフィア
2013年2月11日、ブルガリアのレフスキ・ソフィアに移籍。3月3日、PSFKチェルノモレツ・ブルガス戦で移籍後初出場。3月13日、ブルガリア・カップ準々決勝のリテックス・ロヴェチ戦で移籍後初ゴール。
2013-14シーズンは前半戦だけで14ゴールを挙げ、この活躍から国外の複数クラブが獲得に乗り出した。2014年1月にはウェストハム・ユナイテッドFCがトライアルのオファーを出したが、契約を結ぶことが保証されていないとしてロドリゲス側が拒否した。

### エルチェ
2014年1月27日、エルチェCFに買い取りオプション付きのレンタルで加入。3月1日、セルタ・デ・ビーゴ戦で移籍後初出場。5月3日、マラガCF戦で移籍後初ゴール。
2014年夏、買い取りオプションが行使され、改めてエルチェと4年契約を結んだ。2015年7月31日、エルチェとの契約を解除した。

### PAOK
2015年8月4日、ギリシャのPAOKテッサロニキに移籍。2016年1月、サウジアラビアのアル・アハリ・ジッダから170万ユーロでの獲得オファーが出されたが、クラブが拒否した。11月24日、UEFAヨーロッパリーグのACFフィオレンティーナ戦でゴールを奪い、3-2の勝利に貢献した。

### ガラタサライ
2017年1月9日、PAOKテッサロニキは370万ユーロでロドリゲスをガラタサライSKに移籍させることで合意に達したと発表した。

### アル・イテハド
2019年1月6日、アル・イテハドに移籍した。

#### フェネルバフチェ
2019年7月13日、フェネルバフチェSKにレンタル移籍した。

### オリンピアコス
2021年9月18日、オリンピアコスFCと2024年までの契約を結んだ。

### アンカラギュジュ
2023年8月19日、MKEアンカラギュジュに2年契約で移籍した。

## 代表歴
2013年8月14日に開催されるガボン戦に向けたメンバーとしてカーボベルデ代表に初招集。同試合の後半から途中出場しデビューを果たした。公式戦扱いではないものの12月30日に行われたカタルーニャとの親善試合で初スタメン。1アシストを記録したが、1-4で敗れた。2014年9月6日、アフリカネイションズカップ2015予選のニジェール戦で代表初ゴール。

### ゴール
2017年9月5日現在
| #  | Date          | 開催地                 | 対戦国               | スコア | 最終結果 | 試合概要                              |
| -- | ------------- | ---------------------- | -------------------- | ------ | -------- | ------------------------------------- |
| 1. | 2014年9月6日  | ニアメ, ニジェール     | ニジェール           | 1–0    | 3–1      | アフリカネイションズカップ2015予選    |
| 2. | 2015年6月13日 | プライア, カーボベルデ | サントメ・プリンシペ | 3–0    | 7–1      | アフリカネイションズカップ2017予選    |
| 3. | 2017年9月5日  | ダーバン, 南アフリカ   | 南アフリカ共和国     | 1–0    | 2–1      | 2018 FIFAワールドカップ・アフリカ予選 |
| 4. | 2017年9月5日  | ダーバン, 南アフリカ   | 南アフリカ共和国     | 2–0    | 2–1      | 2018 FIFAワールドカップ・アフリカ予選 |
| 5. | 2019年11月8日 | プライア, カーボベルデ | モザンビーク         | 1–0    | 2–2      | アフリカネイションズカップ2021予選    |
| 6. | 2021年10月7日 | アクラ, ガーナ         | リベリア             | 2–1    | 2–1      | 2022 FIFAワールドカップ・アフリカ予選 |
| 7. | 2022年1月17日 | ヤウンデ, カメルーン   | カメルーン           | 1–1    | 1–1      | アフリカネイションズカップ2021        |

## タイトル
ガラタサライ
- スュペル・リグ : 2017-18

オリンピアコス
- ギリシャ・スーパーリーグ : 2021-22